# Willem Pahud de Mortanges
Willem Theodoor Pahud de Mortanges (Heemstede, 1 juli 1921 − Fort bij Rijnauwen, 18 mei 1943) was een Delftse student en verzetsstrijder tijdens de Tweede Wereldoorlog.
Toen de oorlog uitbrak, studeerde Pahud chemie aan de Technische Universiteit Delft. De aanslag op generaal Seyffardt gaf op zaterdag 6 februari 1943 aanleiding tot razzia's op de universiteiten en later tot de eis aan de studenten om de loyaliteitsverklaring te tekenen. Ongeveer 600 studenten werden naar kamp Vught gebracht. Bij deze razzia werd ook de verzetsgroep van Pahud opgepakt. Zijn rol werd overgenomen door mijnbouwstudent Ruud von Nordheim, die later ook lid werd van de Raad van Negen.
Op donderdag 18 mei 1943 werden Pahud en vijf anderen van de groep op Fort bij Rijnauwen gefusilleerd.

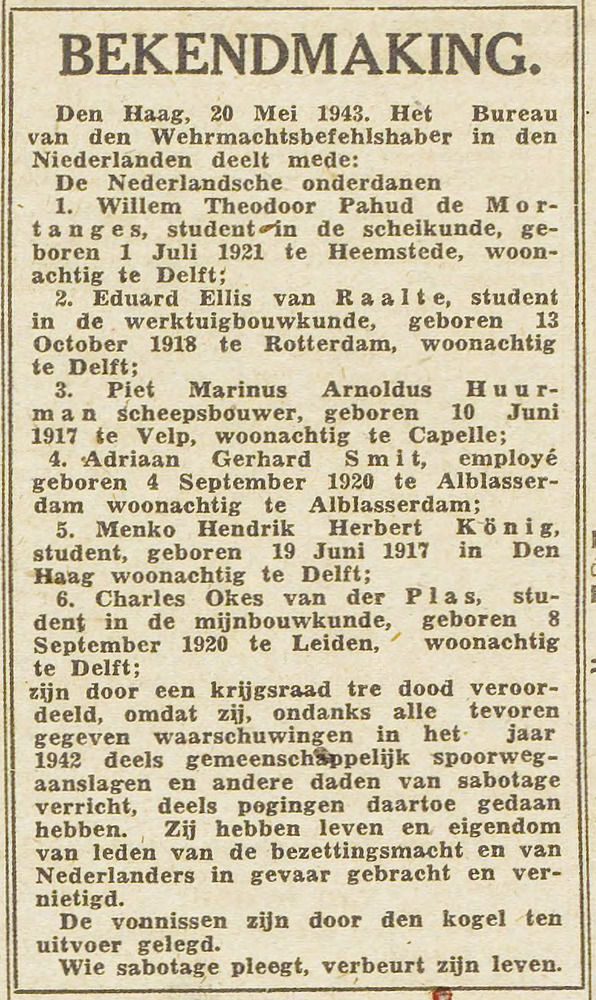
Bekendmaking executie